# Fortress Study Group
Die Fortress Study Group ist eine internationale, in Großbritannien registrierte Gesellschaft, die sich dem Studium militärischer Befestigungsanlagen und der dazugehörigen Bewaffnung widmet. Der Schwerpunkt der Tätigkeit liegt dabei in dem Zeitraum nach Einführung von Pulvergeschützen.
Der Verein wurde im Juni 1975 am Pembroke College gegründet. Erster Vorsitzender der Gesellschaft war Jock Hamilton-Baillie, erster Herausgeber des jährlich erscheinenden Journals Quentin Hughes. Andere bekannte Mitglieder der Gruppe waren bzw. sind Andrew Saunders, Christopher Duffy, Simon Pepper und Ian V. Hogg.
Schirmherr der Gesellschaft ist der Duke of Gloucester. Die Gesellschaft hat nach eigenen Angaben mehr als 600 Mitglieder aus mehr als dreißig Ländern. Die Mitgliedschaft in der Gesellschaft ist kostenpflichtig, aber ansonsten an keine weiteren Voraussetzungen gebunden.

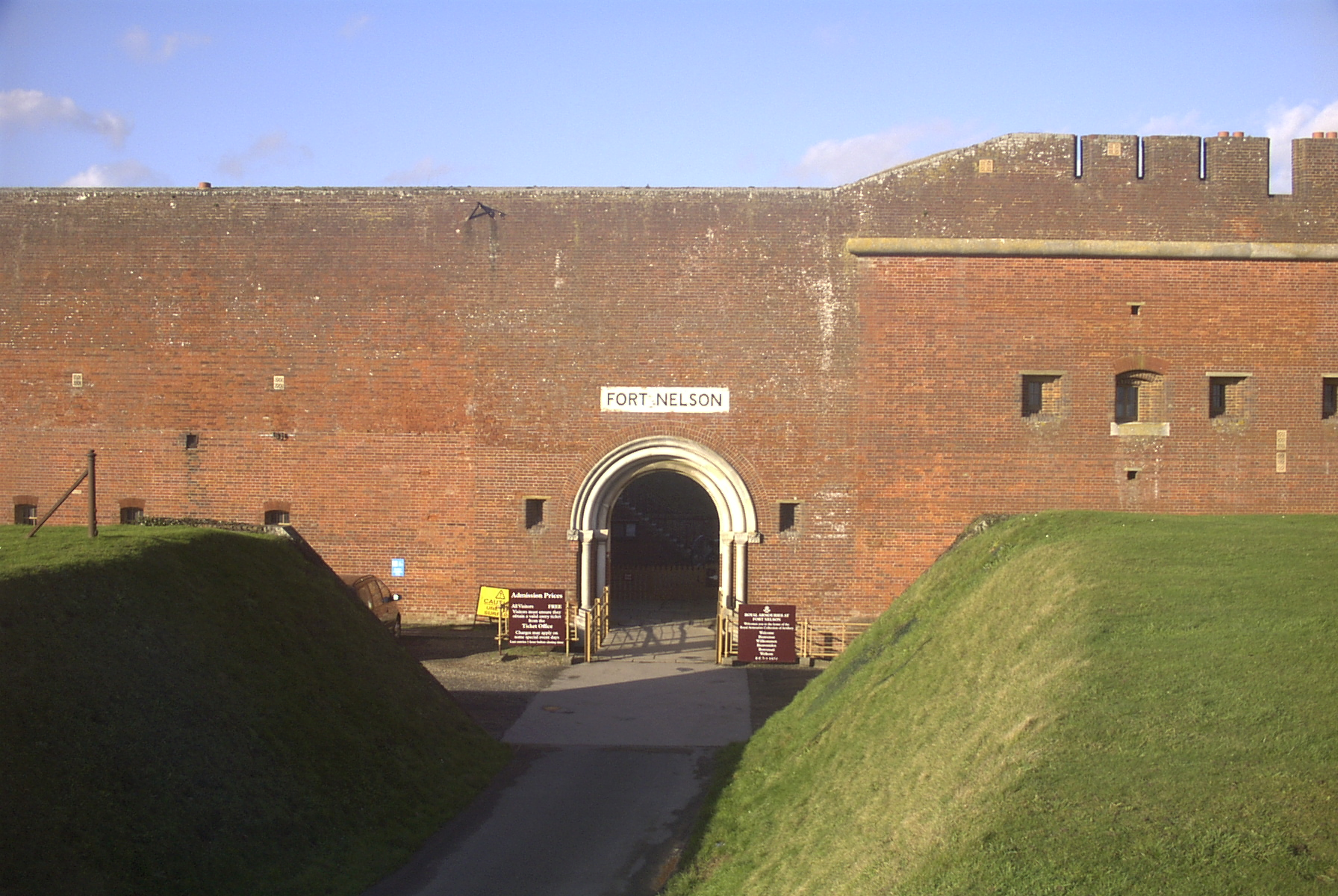
Fort Nelson

Von der Gruppe wird das jährlich erscheinende Journal Fort herausgegeben. Die im Peer-Review geprüfte Zeitschrift veröffentlicht Beiträge zur militärischen Architektur. Daneben erscheint dreimal im Jahr der Newsletter Casemate. Die jährlich stattfindenden Konferenzen und Vortragsreihen dienen zur Publizierung neuer Forschungsergebnisse. Daneben werden regelmäßig Besichtigungen von Befestigungsanlagen außerhalb der britischen Inseln organisiert. Die Ergebnisse der Konferenzen, Vortragsreihen und Exkursionen werden ebenfalls publiziert. Die Gesellschaft besitzt eine eigene Fachbibliothek mit dem Themenschwerpunkt militärische Befestigungsanlagen, die sich in Fort Nelson befindet. Neue Publikationen über Befestigungsanlagen und Restaurierungsarbeiten werden in geringem Umfange finanziell unterstützt. In loser Folge werden Bücher über das Themengebiet rezensiert.
Die Gruppe nahm 1992 im Auftrag der Royal Commission on the Historic Monuments of England mehr als 270 Objekte an der Küste von Holderness auf. Diese Arbeiten bildeten eine Grundlage für das vom April 1995 bis zum März 2002 durchgeführte Defence of Britain Project des Council for British Archaeology, dessen Ziel die Erfassung aller im 20. Jahrhundert in Großbritannien erbauten militärischen Befestigungsanlagen war. Einzelne Mitglieder der Gesellschaft waren an der Restaurierung von Befestigungsanlagen wie Fort Amherst, dem Harwich Redoubt, der Needles Battery und Newhaven Fort beteiligt.